# Operacja Harekate Yolo
Operacja Harekate Yolo – jedna z operacji wojskowych z udziałem NATO ISAF i afgańskich sił rządowych przeciwko talibom.
Pod koniec października 2007, siły ISAF wraz z siłami afgańskiej armii narodowej i afgańskich narodowych sił bezpieczeństwa rozpoczęły swoje pierwsze poważne działania przeciwko wrogim siłom w północnych prowincjach Afganistanu. Składały się na nie około 2000 żołnierzy koalicji z Afganistanem: Norwegia, Niemcy, Włochy, Hiszpania i Węgry, a celem operacji było wypędzenie talibów z kilku miejsc w prowincji Faryab. Od lata 2007 na północy kraju rozwinęła się rebelia sprzeciwiająca się zainicjowanej pod koniec października operacji Harekate Yolo. Pierwszy październikowy etap poszedł zgodnie z planem, a bojowników udało się skierować do jednej z dzielnic prowincji. Drugi etap operacji, który rozpoczął się 1 listopada, był bardziej ofensywny od poprzedniego. Niemiecki oddział sił wojskowych i norweski Batalion Telemark rozpoczęły zatrzymywanie schwytanych bojowników talibskich. W północnych obszarach Afganistanu według relacji żołnierzy trwały działania wojenne. Dokładna liczba zabitych nie została ujawniona, ale norweskie raporty wskazywały, że liczba talibańskich ofiar wynosi między 45 a 65. Nie zostały zgłoszone żadne ofiary po stronie NATOwskiej, dopiero po zakończeniu operacji 7 listopada, kiedy to broń złożyli talibowie atakowani przez samoloty NATO bliskiego wsparcia powietrznego, 8 listopada zginął norweski żołnierz w wyniku zamachu w stolicy prowincji Faryab, Maimana. Tego samego dnia, po pokonaniu talibów, ogłoszono przejęcie kontroli nad prowincją. Operacja Harekate Yolo był debiutem w walce opancerzonych pojazdów CV90 wykorzystywanych przez norweską armię Batalion Telemark.